# Roger Milla
Pour les articles homonymes, voir Milla.
Albert Roger Mooh Miller dit Roger Milla, né le 20 mai 1952 (ou le 20 mai 1953 selon Claude Le Roy ) à Yaoundé au Cameroun, est un joueur international camerounais de football qui évoluait au poste d'avant-centre.
Considéré comme l'un des meilleurs attaquants de l'histoire du football africain,,, il marque toute une génération grâce à une prolifique carrière effectuée principalement en France pour les matchs de club et avec l’équipe nationale du Cameroun.
Il est surnommé « le vieux lion ».

## Biographie

### Carrière de joueur
À treize ans, il signe sa première licence à l'Éclair de Douala. Sa technique et son sens du but font déjà merveille. Il lui faut attendre encore cinq ans avant de découvrir le championnat national avec les Léopards Douala. Deux titres de champion du Cameroun et une demi-finale de Coupe d'Afrique des clubs champions plus tard, Milla pose ses valises au Tonnerre Yaoundé. La sélection nationale ne tarde alors pas à l'accueillir.
Si sa carrière internationale débute sous les meilleurs auspices à l'image du Ballon d'or africain qu'il reçoit en 1976, son parcours en club est loin d'être aussi prestigieux. Fin dribbleur et fougueux attaquant, Valenciennes lui propose un contrat, à la suite d'une souscription des supporters du club. Hélas, à la suite du transfert avorté du Polonais Zygmunt Marscyk, le club compte un étranger de trop, et l'attaquant Camerounais doit passer ses six premiers mois avec les jeunes évoluant en division d'Honneur.
Transféré à l'AS Monaco, son passage sur la Côte d'Azur est sans saveur, alors qu'il est souvent remplaçant ou blessé. Départ pour Bastia où ses séjours impromptus au Cameroun lassent les dirigeants : « On m'a jugé sur les apparences... les grands clubs n'ont pas cru en moi » explique-t-il avec un soupçon de rancœur. Appelé à la rescousse de Saint-Étienne, rétrogradé en deuxième division, Roger Milla retrouve le chemin du but : 22 buts en 31 rencontres. Son périple s'achève à Montpellier, club où il se sent enfin bien (il y intègre même l’encadrement technique après sa carrière professionnelle). Après avoir inscrit 62 buts en Championnat de France de première division, il le quitte le 31 mai 1989.
Parallèlement à cette réussite mitigée en club, la sélection camerounaise assiste à l'éclosion du génie. Première sélection et premier but en juillet 1978 : les Camerounais décrochent leur billet pour la Coupe du monde 1982. Malgré un bon parcours et après avoir fait trembler l'Italie, futur vainqueur, les Africains sont éliminés en terminant invaincus. Milla raccroche les crampons internationaux en janvier 1988 et son Jubilé Roger Milla rassemble près de 150 000 spectateurs. Dès lors, la Coupe du monde apparaît comme un lointain souvenir. Pourtant, le tranquille retraité de l'île de La Réunion (il a entre-temps accepté d'être avant-centre à la St‑Pierroise, club de division d'honneur régionale de la Réunion), qui décroche ainsi le titre de champion de la Réunion 1990, est rappelé au chevet de son équipe par le président camerounais et Roger Milla reprend alors du service.	
Âgé de 38 ans, il réalise sa plus belle performance de footballeur lors de la Coupe du Monde 1990 en Italie. Il inscrit quatre buts (deux contre la Roumanie au premier tour, deux contre la Colombie en huitièmes de finale) et bien que n'entrant en jeu qu'au cours de la deuxième mi-temps, il contribue au parcours des Lions Indomptables jusqu'en quarts de finale. Il s'agit alors de la meilleure performance d'une sélection africaine en Coupe du Monde. Roger Milla célèbre ses buts en exécutant une Makossa (danse) devant le poteau de corner, une image qui reste dans les mémoires.
Il s'agit de la seule Coupe du Monde où le Cameroun passe le premier tour. Dans sa chanson Saga Africa, Yannick Noah fait référence aux Lions Indomptables et à Roger Milla.
Roger Milla est de nouveau appelé pour disputer la Coupe du monde 1994. Le Cameroun ne passe pas le premier tour mais le vétéran des Lions Indomptables se distingue en marquant un but contre la Russie (défaite 6-1). Entré à la mi-temps du match, il devient à 42 ans, 1 mois et 8 jours, le joueur le plus âgé à marquer un but lors d'une Coupe du monde, record toujours en cours. Il détiendra pendant 20 ans, le record du plus vieux joueur ayant participé à un match de Coupe du monde, avant d'être battu par le Colombien Faryd Mondragón en 2014 et l'Égyptien Essam el-Hadari en 2018, tous les deux gardiens. Il reste par ailleurs, l'unique joueur de champ de plus de 40 ans, à avoir participé à un match d'un Mondial ; les sept autres quadragénaires étant tous des gardiens,.
En 2004, Roger Milla perd sa femme Marie Evelyne Milla, victime d’un accident de voiture au Cameroun et transférée en France où elle succombera à ses blessures. Cette dernière laisse 2 enfants (Albert Roger Mooh âgé de 21 ans à cette époque et Ruth Sandy Ngobo âgé de 14 ans)
Roger Milla réside aujourd'hui à Ornex[réf. nécessaire] mais ses fonctions d'ambassadeur itinérant camerounais l'amènent à parcourir le monde.

### Carrière musicale
Roger Milla s'est également essayé à la musique avec plus ou moins de succès. En 1991, il sort un single intitulé Sandy en hommage à la naissance de sa fille quelques semaines plus tôt. Une ballade, chantée en duo, qui connaît un certain succès, Roger Milla surfant sur la vague de son excellent mondial de 1990.
En 2006, il sort un nouveau morceau, Un enfant, c'est la vie, qui passe presque inaperçu.

### Propos polémiques
Le 4 janvier 2022, lors d'un entretien auprès de TV5 Monde, il crée la polémique en affirmant : 

« Les pays maghrébins, ce sont eux qui mettent toujours le bordel. C'est eux qui mettent toujours le désordre, je suis désolé. Je vais leur dire ceci en tant que frère, que ce soit le Maroc, l’Égypte ou les autres, ce n’est pas normal. S’ils ne sont pas Africains, qu’ils aillent jouer pour l’Europe, pour l’Asie ou bien pour d'autres, mais qu’ils ne viennent pas mettre le bordel dans le continent africain. »

 Ces propos créent une controverse à quelques jours de la Coupe d'Afrique des Nations se jouant au Cameroun. Le 10 janvier 2022, il revient sur ses propos et s'excuse auprès des pays incriminés.

## Bilan sportif

### Palmarès

#### Palmarès en club
| Léopards Douala - Championnat du Cameroun (1) : - Champion : 1972 et 1973. - Coupe d'Afrique des vainqueurs de coupe : - Finaliste : 1976. |  | Tonnerre Yaoundé - Coupe d'Afrique des vainqueurs de coupe (1) : - Vainqueur : 1975. |  | AS Monaco - Coupe de France (1) : - Vainqueur : 1979-1980. |

| SC Bastia - Coupe de France (1) : - Vainqueur : 1980-81. |  | La Paillade Montpellier - Championnat de France D2 (1) : - Champion : 1986-87. |  | JS Saint-Pierroise - Championnat de La Réunion (1) : - Champion : 1988-89. - Coupe de La Réunion (1) : - Vainqueur : 1988-89. |

#### Palmarès en sélection
- 102 sélections et 36 buts entre 1973 et 1994
- Participation à la Coupe d'Afrique des Nations en 1982 (Premier Tour), 1984 (Vainqueur), 1986 (Finaliste) et en 1988 (Vainqueur)
- Participation à la Coupe du Monde en 1982 (Premier Tour), 1990 (1/4 de finaliste) et en 1994 (Premier Tour)
- Participation aux Jeux Olympiques en 1984 (Premier Tour)

 Cameroun
- Coupe d'Afrique des Nations (2) :
  - Vainqueur : 1984 et 1988.
  - Finaliste : 1986.

- Coupe afro-asiatique (1) :
  - Vainqueur : 1985.

#### Distinctions individuelles
- Élu Ballon d'Or africain en 1976 et en 1990
- Meilleur buteur de la Coupe d'Afrique des Nations en 1986 (4 buts) et  1988 (2 buts)
- Meilleur joueur de la Coupe d'Afrique des Nations en 1986 et 1988.
- Meilleur  buteur  des  éliminatoires  de la Coupe du monde 1982 zone afrique  (5 buts)
- co-Meilleur buteur des éliminatoires de la Coupe d'Afrique des Nations 1982 (4 buts)
- Meilleur buteur du championnat camerounais en 1972 ,1973 ,1977.
- Ballon d'Or camerounais en 1975 et 1976.
- Nommé au FIFA 100 en 2004 (seul joueur camerounais à y figurer)
- Élu Meilleur joueur camerounais du siècle par l'IFFHS
- Élu 2e Meilleur joueur africain du siècle par l'IFFHS
- Élu Meilleur joueur africain des 50 dernières années par France Football en 2004
- Élu footballeur africain du siècle par l'Équipe en 2001
- Buteur le plus âgé en phase finale de Coupe du Monde (42 ans et 39 jours)
- Nommé ambassadeur itinérant du sport camerounais
- Élu meilleur joueur africain des 50 dernières années en 2007 par la CAF
- Fait Chevalier de la Légion d'honneur en avril 2006
- Classé 3e meilleur joueur africain de l'Histoire par les jurés France Football en 2019

### Statistiques
| Saison  | Équipe                | Division          | Matches de ligue | Buts |
| ------- | --------------------- | ----------------- | ---------------- | ---- |
| 1969-70 | Eclair de Douala      | Cameroun          | 28               | 1    |
| 1970-71 | Eclair de Douala      | Cameroun          | 29               | 5    |
| 1971-72 | Léopards Douala       | Cameroun          | 29               | 25   |
| 1972-73 | Léopards Douala       | Cameroun          | 30               | 20   |
| 1973-74 | Léopards Douala       | Cameroun          | 28               | 19   |
| 1974-75 | Léopards Douala       | Cameroun          | 30               | 25   |
| 1975-76 | Tonnerre Yaoundé      | Cameroun          | 29               | 23   |
| 1976-77 | Tonnerre Yaoundé      | Cameroun          | 28               | 22   |
| 1977-78 | Tonnerre Yaoundé      | Cameroun          | 30               | 20   |
| 1978-79 | US Valenciennes-Anzin | Division 1 France | 28               | 6    |
| 1979-80 | AS Monaco             | Division 1 France | 17               | 2    |
| 1980-81 | SÉC Bastia            | Division 1 France | 30               | 9    |
| 1981-82 | SÉC Bastia            | Division 1 France | 23               | 8    |
| 1982-83 | SÉC Bastia            | Division 1 France | 29               | 13   |
| 1983-84 | SÉC Bastia            | Division 1 France | 31               | 5    |
| 1984-85 | AS Saint-Étienne      | Division 2 France | 31               | 22   |
| 1985-86 | AS Saint-Étienne      | Division 2 France | 29               | 9    |
| 1986-87 | Montpellier PSC       | Division 2 France | 33               | 18   |
| 1987-88 | Montpellier PSC       | Division 1 France | 33               | 12   |
| 1988-89 | Montpellier PSC       | Division 1 France | 29               | 7    |
| 1989-90 | JS Saint-Pierroise    | D1P               | 19               | 5    |
| 1990-91 | Tonnerre Yaoundé      | Cameroun          | 29               | 22   |
| 1991-92 | Tonnerre Yaoundé      | Cameroun          | 30               | 19   |
| 1992-93 | Tonnerre Yaoundé      | Cameroun          | 27               | 23   |
| 1993-94 | Tonnerre Yaoundé      | Cameroun          | 30               | 25   |
| 1993-94 | Pelita Jaya           | Indonésie         | 23               | 23   |
| 1994-95 | Putra Samarinda       | Indonésie         | 12               | 18   |

Total : 406

## Hommage et postérité

### Jubilé Roger Milla
Roger Milla organisa son jubilé en décembre 1987 et janvier 1988 au Cameroun. Un troisieme match eut lieu à Douala le 28 décembre 1988 devant 45 000 spectateurs.
Le match final du jubilé a eu lieu au stade omnisports de Yaoundé le 2 janvier 1989 devant près de 110 000 spectateurs.
La sélection Jubilé Roger Milla était composée de ses amis professionnels de toutes nationalités, le match opposa la sélection du Jubilé à l'équipe nationale du Cameroun. Roger Milla entamera une première période avec sa sélection avant de finir avec les Lions Indomptables du Cameroun et clôturant sur un but et un tour d'honneur.
Sélection Jubilé Roger Milla :
| - Grégoire M'Bida - Manuel Amoros - Roger Milla - Joseph-Antoine Bell - François Omam-Biyik - Nordine Kourichi | - Roger Mendy - Christian Payan - Philippe N'Dioro - Ernest Ebongué - Joseph Enanga | - Luc Sonor - Oumar Sène - Jules Bocandé - Saar Boubacar - Alain Giresse |

### Hommages musicaux
Le rappeur MHD, dans son titre "Roger Milla" fait référence à l'illustre footballeur ainsi qu'au Makossa que le joueur dansait pour célébrer comme le montre le vidéo clip reprenant une image tournée lors de la coupe du monde 1990.
En 1992, le chanteur de rumba congolaise Pepe Kalle compose le titre « Roger Milla » en hommage au joueur.
Le chanteur Yannick Noah fait aussi allusion au footballeur dans sa chanson Saga Africa en 1991.

### Décorations
- Chevalier de l'ordre de la Valeur